# HYLS1
HYLS1 (англ. HYLS1, centriolar and ciliogenesis associated) – білок, який кодується однойменним геном, розташованим у людей на короткому плечі 11-ї хромосоми. Довжина поліпептидного ланцюга білка становить 299 амінокислот, а молекулярна маса — 34 359.
| 10         |  | 20         |  | 30         |  | 40         |  | 50         |
| ---------- |  | ---------- |  | ---------- |  | ---------- |  | ---------- |
| MEELLPDGQI |  | WANMDPEERM |  | LAAATAFTHI |  | CAGQGEGDVR |  | REAQSIQYDP |
| YSKASVAPGK |  | RPALPVQLQY |  | PHVESNVPSE |  | TVSEASQRLR |  | KPVMKRKVLR |
| RKPDGEVLVT |  | DESIISESES |  | GTENDQDLWD |  | LRQRLMNVQF |  | QEDKESSFDV |
| SQKFNLPHEY |  | QGISQDQLIC |  | SLQREGMGSP |  | AYEQDLIVAS |  | RPKSFILPKL |
| DQLSRNRGKT |  | DRVARYFEYK |  | RDWDSIRLPG |  | EDHRKELRWG |  | VREQMLCRAE |
| PQSKPQHIYV |  | PNNYLVPTEK |  | KRSALRWGVR |  | CDLANGVIPR |  | KLPFPLSPS  |

A: Аланін

C: Цистеїн

D: Аспарагінова кислота

E: Глутамінова кислота

F: Фенілаланін

G: Гліцин

H: Гістидин

I: Ізолейцин

K: Лізин

L: Лейцин

M: Метіонін

N: Аспарагін

P: Пролін

Q: Глутамін

R: Аргінін

S: Серин

T: Треонін

V: Валін

W: Триптофан

Кодований геном білок за функцією належить до фосфопротеїнів. 
Локалізований у цитоплазмі.